# Daniel Oduber Quirós
Porfirio Ricardo José Luis Daniel Oduber Quirós (San José, 25 agosto 1921 – Escazú, 13 ottobre 1991) è stato un politico costaricano.
È stato presidente della Costa Rica dal maggio 1974 al maggio 1978.